# Валлетта (футбольний клуб)
ФК Валлетта — футбольний клуб зі столиці Мальти, Валлетти. Заснований 1943 року після злиття клубів Валлетта Престонс, Валлетта Св. Павла і Валлетта Юнайтед (який вже на той момент зник).

## Рання історія
З різних джерел відомо, що в професійний футбол у Валлетті почали грати 1886 року. Заснування футбольного клубу «Валлетта» почалося зі створення команди «Валлетта Юнайтед», яка була відомою як «команда площі», оскільки клуб був розташований на площі Святого Георгія. «Валлетта Юнайтед» представляла місто з 1904 по 1932 роки.
«Валлетта Юнайтед» двічі виграла чемпіонат у 1914/15 і 1931/32 роках. Вона також була другою в сезонах 1925/26 і 1926/27 років. Клуб також двічі виграв турнір за олімпійською системою — 1914/15, 1920/21.
Хоча в ці часи у Мальті домінували клуби «Сліма» і «Доріана», виграти двічі турнір вдалося саме «Валлетта Юнайтед». «Валлетта Юнайтед» у 1 дивізіоні зіграла 97 ігор.
У сезоні 1932/33 «Валлетта Юнайтед» зникла з футбольної арени, таким чином, відновилася монополія футбольних клубів «Сліма» і «Флоріана» .
«Валлетта Юнайтед» не була єдиною командою у місті, яка грала у вищому дивізіоні МФА. У сезонах 1925/26 і 1926/27 років також був клуб «Валлетта Роверс», в сезонах 1937/38 і 1938/39 років — «Валлетта Сіті».

## Об'єднання команд
1935 року M.F.A. почала свою кампанію, щоб кожне місто і село було представлено однією командою. Очевидно, в той час команди Св. Павла і Престонс були великими командами у Валлетті. Знадобилося багато часу і було дуже багато суперечок між двома клубами. Також була затримка у зв'язку з війною, але в кінці Другої світової війни футбол почав знову відроджуватися.
1943 року відбулося об'єднання між двома клубами Валлетти «Санкт-Престонс» і «Св. Павла». Спочатку було заявлено про назву «Валлетта Св. Павла», але вона була змінена на «Валлетта».

## Валлетта в Європі
Хрещення «Валлетти» в європейському футболі відбулося в сезоні 1963/64 Кубка чемпіонів у кваліфікаційному раунді проти чехословацького гранда «Дукла» (Прага) на чолі з Йозефом Масопустом (загальний рахунок тих зустрічей 0-8 на користь «Дукли»).
До сезону 2001/2002, «Валлетта» брала участь у 25 розіграшах єврокубків: 11 — Кубок європейських чемпіонів і по 7 у Кубку Кубків та Кубку УЄФА.
Протягом цих років «Валлетта» пройшла випробування знаменитими європейськими клубами: «Ювентусом» і «Інтернаціонале» (Італія), «Лідс Юнайтед» (Англія), «Глазго Рейнджерс» (Шотландія), «Порту» (Португалія) і «Динамо» Москва (СРСР).
Катастрофічні поразки 0-8 від «Грассхопперса» у Швейцарії та «Гонведа» в Угорщині, а також 0-10 від «Глазго Рейнджерс» стали гірким досвідом. Попри це, «Валлетта» також досягла і позитивних результатів: мінімальна 0-1 поразка від «Порту» і «Інтернаціонале», а також перемоги над ГІКом та «Баррі Таун».
Участь «Валлетти» в першому раунді Кубка європейських чемпіонів у сезоні 1999/2000 була найуспішнішою за всю історію. Після загальної перемоги над «Баррі Таун» Уельс 3-2 «Валлетта» вперше пройшла в наступний раунд. У сезоні 2000/2001 «Валлетта» поступилася лише в додатковий час 6-8 за сумою двох матчів «Рієці» у кваліфікаційному раунді Кубка УЄФА.
У сезоні 2009/10, «Валлетта» взяла участь у першому розіграші Ліги Європи. Вона перемогла «Кефлавік» 5-2 за сумою двох матчів. Отримала надію на успіх після нічиєї 1:1 у гостях у «Сент-Патрікс Атлетік» у наступному раунді, але, на жаль, програла матч-відповідь на Мальті 0-1, пропустивши гол за 10 хвилин до закінчення матчу.

## Досягнення
- Мальтійська Прем'єр-ліга: 25

1914/15*, 1931/32*
* Як об'єднана Валлетта
1944–45, 1945–46, 1947–48, 1958–59, 1959–60, 1962–63, 1973–74, 1977–78, 1979–80, 1983–84, 1989–90, 1991–92, 1996–97, 1997–98, 1998–99, 2000–01, 2007–08, 2010–11, 2011–12, 2013-14, 2015-16, 2017-18, 2018-19
- Мальтійський Кубок: 14

1959/60, 1963/64, 1974/75, 1976/77, 1977/78, 1990/91, 1994/95, 1995/96, 1996/97, 1998/99, 2000/01, 2009/10, 2013/14, 2017/18
- МЗС Суперкубок: 13

1990, 1995, 1997, 1998, 1999, 2001, 2008, 2010, 2011, 2012, 2016, 2018, 2019
- Кубок Кассара: 4

1945, 1959, 1966, 1969
- Кубок Льовенброй: 6

1993/94, 1994/95, 1995/96, 1996/97, 1997/98, 2000/01
- Супер лотерея 5 турнірів: 4

1992/93, 1996/97, 1999/00, 2000/01, 2007/08
- Сторіччя кубка: 1

2000
- МЗС Кубок Мальти: 1

1943/44
- Кубок Незалежності: 3

1974/75, 1979/80, 1980/81
- Euro Cup: 3

1983/83, 1987/88, 1989/90

## Статистика виступів в єврокубках

### Ліга чемпіонів УЄФА
| Сезон   | Змагання                     | Раунд                    | Країна            | Клуб                  | Дома | Виїзд | Сумарно |
| ------- | ---------------------------- | ------------------------ | ----------------- | --------------------- | ---- | ----- | ------- |
| 1963-64 | Кубок європейських чемпіонів | Попередній раунд         | Чехія             | «Дукла» (Прага)       | 0-2  | 0-6   | 0-8     |
| 1974-75 | Кубок європейських чемпіонів | 1. Раунд                 | Фінляндія         | ГІК                   | 1-0  | 1-4   | 2-4     |
| 1978-79 | Кубок європейських чемпіонів | 1. Раунд                 | Швейцарія         | «Грассхопперс»        | 3-5  | 0-8   | 3-13    |
| 1980-81 | Кубок європейських чемпіонів | Попередній раунд         | Угорщина          | «Гонвед»              | 0-3  | 0-8   | 0-11    |
| 1984-85 | Кубок європейських чемпіонів | 1. Раунд                 | Австрія           | «Аустрія»             | 0-4  | 0-4   | 0-8     |
| 1990-91 | Кубок європейських чемпіонів | 1. Раунд                 | Шотландія         | «Глазго Рейнджерс»    | 0-4  | 0-6   | 0-10    |
| 1992-93 | Ліга чемпіонів               | Попередній раунд         | Ізраїль           | «Маккабі» (Тель-Авів) | 1-2  | 0-1   | 1-3     |
| 1997-98 | Ліга чемпіонів               | 1. Кваліфікаційний раунд | Латвія            | «Сконто»              | 1-0  | 0-2   | 1-2     |
| 1998-99 | Ліга чемпіонів               | 1. Кваліфікаційний раунд | Кіпр              | «Анортосіс»           | 0-2  | 0-6   | 0-8     |
| 1999-00 | Ліга чемпіонів               | 1. Кваліфікаційний раунд | Уельс             | Баррі Таун            | 3-2  | 0-0   | 3-2     |
| 1999-00 | Ліга чемпіонів               | 2. Кваліфікаційний раунд | Австрія           | «Рапід» (Відень)      | 0-2  | 0-3   | 0-5     |
| 2001-02 | Ліга чемпіонів               | 1. Кваліфікаційний раунд | Фінляндія         | «Гака»                | 0-0  | 0-5   | 0-5     |
| 2008-09 | Ліга чемпіонів               | 1. Кваліфікаційний раунд | Словаччина        | «Артмедіа»            | 0-2  | 0-1   | 0-3     |
| 2016-17 | Ліга Чемпіонів               | 1. Кваліфікаційний раунд | Фарерські острови | Торсгавн              | 1-0  | 1-2   | 2-2 (ч) |
| 2016-17 | Ліга Чемпіонів               | 2. Кваліфікаційний раунд | Сербія            | «Црвена Звезда»       | 1-2  | 1-2   | 2-4     |

### Ліга Європи (Кубок УЄФА)
| Сезон   | Конкурс          | Раунд                    | Клуб                   | Вдома | Виїзд | Сумарно    |
| ------- | ---------------- | ------------------------ | ---------------------- | ----- | ----- | ---------- |
| 1972-73 | Кубок УЄФА       | 1. Раунд                 | «Інтернаціонале»       | 0-1   | 1-6   | 1-7        |
| 1979-80 | Кубок УЄФА       | 1. Раунд                 | «Лідс Юнайтед»         | 0-4   | 0-3   | 0-7        |
| 1987-88 | Кубок УЄФА       | 1. Раунд                 | «Ювентус»              | 0-4   | 0-3   | 0-7        |
| 1989-90 | Кубок УЄФА       | 1. Раунд                 | «Ферст Вієнна»         | 1-4   | 0-3   | 1-7        |
| 1993-94 | Кубок УЄФА       | 1. Раунд                 | Трабзонспор            | 1-3   | 1-3   | 2-6        |
| 1994-95 | Кубок УЄФА       | Попередній раунд         | «Рапід» (Бухарест)     | 2-6   | 1-1   | 3-7        |
| 2000-01 | Кубок УЄФА       | 1. Кваліфікаційний раунд | «Рієка»                | 4-5   | 2-3   | 6-8 (д.ч.) |
| 2003-04 | Кубок УЄФА       | 1. Кваліфікаційний раунд | «Ксамакс»              | 0-2   | 0-2   | 0-4        |
| 2009-10 | Ліга Європи УЄФА | 1. Відбірковий раунд     | «Кеплавік»             | 3-0   | 2-2   | 5-2        |
| 2009-10 | Ліга Європи УЄФА | 2. Відбірковий раунд     | «Сент-Патрікс Атлетік» | 0-1   | 1-1   | 1-2        |
| 2010–11 | Ліга Європи УЄФА | 2. Відбірковий раунд     | Рух (Хожув)            | 1–1   | 0–0   | 1–1        |
| 2013–14 | Ліга Європи УЄФА | 1. Відбірковий раунд     | Ла Фіоріта             | 1–0   | 3–0   | 4–0        |
| 2013–14 | Ліга Європи УЄФА | 2. Відбірковий раунд     | Мінськ                 | 1–1   | 0–2   | 1–3        |
| 2015–16 | Ліга Європи УЄФА | 1. Відбірковий раунд     | Ньютаун                | 1–2   | 1–2   | 2–4        |
| 2017–18 | Ліга Європи УЄФА | 1. Відбірковий раунд     | Фольгоре/Фальчано      | 2–0   | 1–0   | 3–0        |
| 2017–18 | Ліга Європи УЄФА | 2. Відбірковий раунд     | Утрехт                 | 0–0   | 1-3   | 1-3        |

### Кубок володарів кубків УЄФА
| Сезон   | Конкурс                     | Раунд                 | Країна     | Клуб                 | Вдома | Виїзд | Сумарно |
| ------- | --------------------------- | --------------------- | ---------- | -------------------- | ----- | ----- | ------- |
| 1964-65 | Кубок володарів кубків УЄФА | 1. Раунд              | Іспанія    | «Сарагоса»           | 0-3   | 1-5   | 1-8     |
| 1975-76 | Кубок володарів кубків УЄФА | 1. Раунд              | Угорщина   | «Халадаш»            | 1-1   | 0-7   | 1-8     |
| 1977-78 | Кубок володарів кубків УЄФА | 1. Раунд              | СРСР       | Динамо Москва        | 0-2   | 0-5   | 0-7     |
| 1983-84 | Кубок володарів кубків УЄФА | 1. Раунд              | Шотландія  | «Рейнджерс»          | 0-8   | 0-10  | 0-18    |
| 1991-92 | Кубок володарів кубків УЄФА | 1. Раунд              | Португалія | «Порту»              | 0-3   | 0-1   | 0-4     |
| 1995-96 | Кубок володарів кубків УЄФА | Кваліфікаційний раунд | Словаччина | «Інтер» (Братислава) | 0-0   | 2-5   | 2-5     |
| 1996-97 | Кубок володарів кубків УЄФА | Кваліфікаційний раунд | Румунія    | «Глорія» (Бистриця)  | 1-2   | 1-2   | 2-4     |

### Кубок Інтертото
| Сезон | Конкурс         | Раунд    | Країна     | Клуб                    | Вдома | Виїзд | Сумарно |
| ----- | --------------- | -------- | ---------- | ----------------------- | ----- | ----- | ------- |
| 2002  | Кубок Інтертото | 1. Раунд | Албанія    | «Теута» (Дуррес)        | 1-2   | 0-0   | 1-2     |
| 2005  | Кубок Інтертото | 1. Раунд | Чорногорія | «Будучност» (Подгориця) | 0-5   | 2-2   | 2-7     |